# Vanyar
Vanyar je označení pro první a nejsličnější národ elfů objevující se v knihách o Středozemi J. R. R. Tolkiena. Jejich dějiny jsou popsány především v Tolkienově Silmarillionu. Stali se oblíbenci Manwëho a Vardy, které velice ctili. V Knize ztracených pověstí jsou nazýváni Teleri (pozdější Teleri jsou zde jmenováni jako Mořští pištci, Solosimpi).

## Původ
Podle legend jsou Vanyar potomky prvního elfského páru, který procitnul u Jezera probuzení Cuiviénenu, Imina a jeho družky Iminyë. 

## Vzhled a charakteristika
Vanyar čili Sliční elfové jsou nejkrásnější a nejušlechtilejší mezi všemi elfskými národy. Byli známí pro své nádherné zlaté vlasy. Velice milovali skládání básní a písní. Vzhledem i chováním byli nejvíce ze všech quendi podobní Valar a neměli tím pádem mnoho společného s lidmi. Vanyar byli oblíbenci pána Valar Manwëho a jeho ženy Vardy. Jejich jazykem byla vznešená Quenya. 

## Dějiny Vanyar
Historie Vanyar je lidem nejméně známá, protože Sliční elfové se od svého příchodu do Blažené říše vrátili do Středozemě již pouze jednou a to při válce hněvu, načež se všichni vrátili zpátky do Amanu. Lidé znají události týkající se dějin Vanyar pouze z vyprávění Vyhnanců - Noldor.

### Rané dějiny
Králem Vanyar, žijících po svém procitnutí spolu s dalšími dvěma elfskými národy u vod Cuiviénenu, se stal Ingwë. Mezi elfy tehdy přišel Vala Oromë, který přinášel Prvorozeným pozvání do Blažené říše Amanu. Ingwë byl vybrán spolu s Finwëm a Elwëm jako vyslanec, který zastupoval svůj lid a Oromë je všechny tři zavedl do Blažené říše. Poté, co Ingwë pohlédl na nádheru Valinoru, uviděl světlo Valinorských stromů a stanul před Manwëho majestátem, velmi zatoužil odvést svůj lid pod ochranu Valar.

### Velká cesta
Po návratu mezi svůj lid se mu podařilo vzbudit ve Vanyar obrovskou touhu odejít do Amanu a byli to právě Vanyar, kteří vyrazili ze všech elfů nejrychleji. Jednak proto, že nejvíce dychtili spatřit světlo stromů a proto, že jejich zástup byl nejméně početný, cestovali Vanyar vedeni Oromëm velice rychle a přímočaře. Poté, co v Beleriandu dorazili k moři, byli Ulmem spolu s Noldor převezeni přes moře do Amanu a byli tam vřele přivítáni. 

### V Amanu
Vanyar v Blažené říši Amanu nějaký čas bydleli společně s Noldor na pahorku Túna, na němž společně vystavěli nádherné město Tirion. Později se však pro lásku k Valar přestěhovali přímo do Amanu a usídlili se okolo posvátné hory Taniquetil. Jejich král Ingwë byl považován za Velekrále elfů a jeho autoritu uznávali i králové všech ostatních národů Eldar. Sídlil na hoře Taniquetil u nohou Manwëho. Od svého vstupu do Amanu žili Vanyar spokojeně a nedali se nijak ovlivnit Melkorem a jeho lhaním v době Vzpoury Noldor, do které se nenechali zaplést. 

### Válka hněvu
Na konci prvního věku Slunce se Vanyar po boku Valar, Maiar a Noldor, vedeni Ingwionem, synem krále Ingwëho, vydali do rozhodující bitvy proti Temnému pánovi Morgothovi. V ohromné bitvě byla zcela zničena Morgothova pevnost Angband, Temný pán byl poražen a vykázán z Ardy. Toto vítězství ukončilo Beleriandské války, znamenalo začátek nového věku a způsobilo zkázu a zatopení Beleriandu. Po skončení bojů se všichni přeživší Vanyar odplavili zpátky do Amanu, kde znovu usedli po boku Valar.

## Velekrálové Vanyar
- Ingwë